# Jezus ben Seë
Jezus ben Seë was hogepriester in de Joodse tempel in Jeruzalem tot vermoedelijk 6 na Chr.
Jezus was de opvolger van Eleazar ben Boëthus, maar het is niet duidelijk wanneer de ambtswisseling plaatsvond. De aanleiding voor de ambtswisseling was mogelijk het huwelijk van Herodes Archelaüs met Glaphyra, dat dan door Eleazar werd afgekeurd.
Jezus' ambtsperiode duurde in ieder geval niet langer dan tot 6 na Chr., omdat in dat jaar Annas ben Seth werd benoemd als hogepriester. Mogelijk heeft Eleazars broer Joazar ben Boëthus voor Annas' benoeming nog een korte periode opgetreden als hogepriester (eerder had hij ook al het ambt bekleed), maar hierover zijn de historische bronnen niet geheel duidelijk. Als Joazar inderdaad nog enige tijd hogepriester is geweest, is het mogelijk dat het einde van Jezus' ambtstermijn iets eerder gedateerd moet worden dan 6 na Chr.